# Ebenavia maintimainty
Ebenavia maintimainty là một loài thằn lằn trong họ Gekkonidae. Loài này được Nussbaum & Raxworthy miêu tả khoa học đầu tiên năm 1998.